# Tour de Langkawi 2016
Il Tour de Langkawi 2016, ventunesima edizione della corsa, valido come prova dell'UCI Asia Tour 2016 categoria 2.HC, si svolse in otto tappe, dal 24 febbraio al 2 marzo 2016, su un percorso di complessivi 1182,4 km con partenza da Kangar e arrivo a Malacca, nel'arcipalago di Langkawi, in Malaysia.
Fu vinta dal sudafricano Reinardt Janse van Rensburg, che concluse le otto tappe in 28h31'21", alla velocità media di 41,45 km/h. Secondo e terzo in classifica generale furono i colombiani Daniel Jaramillo e Miguel Ángel López, arrivati rispettivamente a 18" e 19".

## Percorso
Il percorso del Tour de Langkawi 2016 è composito, caratterizzato da giornate dal profilo altimetrico particolarmente impegnativo e da tappe che prevederanno arrivi per gli sprinter. Le prime due tappe sono caratterizzate da un tracciato impegnativo ma dovrebbero comunque essere appannaggio dei velocisti. In particolar modo desta curiosità la seconda giornata di gara, dal momento che i corridori arriveranno al traguardo di George Town sull'isola di Penang passando sul ponte Penang Second Bridge, lungo 24 chilometri e altro 94 metri.
La breve terza tappa è preparatoria per la giornata successiva che si conclude sulle Cameron Highlands, frazione che si può rivelare decisiva per il successo finale.
La giornata successiva mette alla prova la capacità del leader designato dalla frazione precedente di saper controllare la corsa visto il percorso insidioso, che alla fine dovrebbe comunque consentire un arrivo a ranghi compatti. La frazione successiva, la sesta, è corta ma impegnativa, con le ascese a Broga, Lenggeng, Bukit Putus e Bukit Miku.
La penultima tappa è la più lunga di questa edizione 2016 e pertanto proprio il chilometraggio potrebbe rendere dura la corsa e, perché no, rimescolare le carte in funzione classifica finale.
La giornata conclusiva prende il via da Batu Pahat per concludersi a Malacca, e proprio nella città sede dell'arrivo prevede un circuito di 8,3 chilometri tra le principali attrazioni cittadine: l'arrivo è favorevole alle ruote veloci.

## Tappe
| Tappa  | Data        | Percorso                    | km     | Vincitore di tappa | Leader cl. generale         |
| ------ | ----------- | --------------------------- | ------ | ------------------ | --------------------------- |
| 1ª     | 24 febbraio | Kangar > Baling             | 165,5  | Andrea Guardini    | Andrea Guardini             |
| 2ª     | 25 febbraio | Sungai Petani > George Town | 159,8  | Andrea Palini      | Andrea Guardini             |
| 3ª     | 26 febbraio | Kulim > Kuala Kangsar       | 107    | John Murphy        | Andrea Guardini             |
| 4ª     | 27 febbraio | Ipoh > Cameron Highlands    | 129,5  | Miguel Ángel López | Miguel Ángel López          |
| 5ª     | 28 febbraio | Tapah > Kuala Lumpur        | 149,9  | Andrea Guardini    | Miguel Ángel López          |
| 6ª     | 29 febbraio | Putrajaya > Rembau          | 147,6  | Jakub Mareczko     | Reinardt Janse van Rensburg |
| 7ª     | 1º marzo    | Seremban > Parit Sulong     | 203,2  | Andrea Guardini    | Reinardt Janse van Rensburg |
| 8ª     | 2 marzo     | Batu Pahat > Malacca Loop   | 119,9  | Andrea Guardini    | Reinardt Janse van Rensburg |
| Totale | Totale      | Totale                      | 1182,4 |                    |                             |

## Squadre partecipanti
| N.      | Cod. | Squadra                      |
| ------- | ---- | ---------------------------- |
| 1-6     | DDD  | Dimension Data               |
| 11-17   | AST  | Astana Pro Team              |
| 21-26   | TNK  | Tinkoff                      |
| 31-36   | AND  | Androni Giocattoli-Sidermec  |
| 41-46   | UHC  | UnitedHealthcare Pro Cycling |
| 51-56   | STH  | Southeast-Venezuela          |
| 61-66   | ONE  | ONE Pro Cycling              |
| 71-76   | BAR  | Bardiani-CSF                 |
| 81-86   | DPC  | Drapac Professional Cycling  |
| 91-96   | FSC  | Funvic Soul Cycles-Carrefour |
| 101-106 | ROT  | Team Roth                    |

| N.      | Cod. | Squadra                     |
| ------- | ---- | --------------------------- |
| 111-116 | SKD  | Skydive Dubai-Al Ahli Club  |
| 121-126 | HEN  | Hengxiang Cycling Team      |
| 131-136 | AIS  | Aisan Racing Team           |
| 141-146 | KSP  | KSPO                        |
| 151-156 | PCT  | Pegasus Continental Cycling |
| 161-166 | TSG  | Terengganu Cycling Team     |
| 171-176 | HKS  | HKSI Pro Cycling Team       |
| 181-186 | T7E  | Team 7 Eleven–Sava RBP      |
| 191-196 | NSC  | NSC-Mycron                  |
| 201-206 | MSS  | Giant-Champion System       |
| 211-216 | MYS  | Malaysia                    |

## Dettagli delle tappe

### 1ª tappa
- 24 febbraio: Kangar > Baling – 165,5 km

Risultati
| Pos. | Corridore       | Squadra | Tempo    |
| ---- | --------------- | ------- | -------- |
| 1    | Andrea Guardini | Astana  | 4h15'57" |
| 2    | Brenton Jones   | Drapac  | s.t.     |
| 3    | Andrea Palini   | Skydive | s.t.     |

| Pos. | Corridore           | Squadra    | Tempo    |
| ---- | ------------------- | ---------- | -------- |
| 1    | Andrea Guardini     | Astana     | 4h15'47" |
| 2    | Wang Meiyin         | Hengxiang  | a 2"     |
| 3    | M. Adiq Husainie O. | Terengganu | a 3"     |

### 2ª tappa
- 25 febbraio: Sungai Petani > George Town – 159,8 km

Risultati
| Pos. | Corridore          | Squadra      | Tempo    |
| ---- | ------------------ | ------------ | -------- |
| 1    | Andrea Palini      | Skydive      | 3h56'02" |
| 2    | Andrea Guardini    | Astana       | s.t.     |
| 3    | R. J. van Rensburg | Dimension D. | s.t.     |

| Pos. | Corridore       | Squadra   | Tempo    |
| ---- | --------------- | --------- | -------- |
| 1    | Andrea Guardini | Astana    | 8h11'43" |
| 2    | Andrea Palini   | Skydive   | a 2"     |
| 3    | Wang Meiyin     | Hengxiang | a 10"    |

### 3ª tappa
- 26 febbraio: Kulim > Kuala Kangsar – 107 km

Risultati
| Pos. | Corridore         | Squadra        | Tempo    |
| ---- | ----------------- | -------------- | -------- |
| 1    | John Murphy       | UnitedHealthc. | 2h30'31" |
| 2    | Francesco Chicchi | Androni        | s.t.     |
| 3    | Jakub Mareczko    | Southeast      | s.t.     |

| Pos. | Corridore       | Squadra        | Tempo     |
| ---- | --------------- | -------------- | --------- |
| 1    | Andrea Guardini | Astana         | 10h42'14" |
| 2    | Andrea Palini   | Skydive        | a 2"      |
| 3    | John Murphy     | UnitedHealthc. | a 6"      |

### 4ª tappa
- 27 febbraio: Ipoh > Cameron Highlands – 129,5 km

Risultati
| Pos. | Corridore          | Squadra        | Tempo    |
| ---- | ------------------ | -------------- | -------- |
| 1    | Miguel Ángel López | Astana         | 3h25'37" |
| 2    | Daniel Jaramillo   | UnitedHealthc. | a 30"    |
| 3    | R. J. van Rensburg | Dimension D.   | a 35"    |

| Pos. | Corridore          | Squadra        | Tempo    |
| ---- | ------------------ | -------------- | -------- |
| 1    | Miguel Ángel López | Astana         | 3h25'37" |
| 2    | R. J. van Rensburg | Dimension D.   | a 29"    |
| 3    | Daniel Jaramillo   | UnitedHealthc. | a 34"    |

### 5ª tappa
- 28 febbraio: Tapah > Kuala Lumpur – 149,9 km

Risultati
| Pos. | Corridore          | Squadra      | Tempo    |
| ---- | ------------------ | ------------ | -------- |
| 1    | Andrea Guardini    | Astana       | 3h18'50" |
| 2    | Andrea Palini      | Skydive      | s.t.     |
| 3    | R. J. van Rensburg | Dimension D. | s.t.     |

| Pos. | Corridore          | Squadra        | Tempo     |
| ---- | ------------------ | -------------- | --------- |
| 1    | Miguel Ángel López | Astana         | 17h26'53" |
| 2    | R. J. van Rensburg | Dimension D.   | a 23"     |
| 3    | Daniel Jaramillo   | UnitedHealthc. | a 34"     |

### 6ª tappa
- 29 febbraio: Putrajaya > Rembau – 147,6 km

Risultati
| Pos. | Corridore      | Squadra   | Tempo    |
| ---- | -------------- | --------- | -------- |
| 1    | Jakub Mareczko | Southeast | 3h34'01" |
| 2    | Juraj Sagan    | Tinkoff   | s.t.     |
| 3    | Dylan Page     | Team Roth | s.t.     |

| Pos. | Corridore          | Squadra        | Tempo     |
| ---- | ------------------ | -------------- | --------- |
| 1    | R. J. van Rensburg | Dimension D.   | 21h01'17" |
| 2    | Daniel Jaramillo   | UnitedHealthc. | a 11"     |
| 3    | Miguel Ángel López | Astana         | a 12"     |

### 7ª tappa
- 1º marzo: Seremban > Parit Sulong – 203,2 km

Risultati
| Pos. | Corridore       | Squadra      | Tempo    |
| ---- | --------------- | ------------ | -------- |
| 1    | Andrea Guardini | Astana       | 4h47'17" |
| 2    | Jakub Mareczko  | Southeast-V. | s.t.     |
| 3    | Andrea Palini   | Skydive      | s.t.     |

| Pos. | Corridore          | Squadra        | Tempo     |
| ---- | ------------------ | -------------- | --------- |
| 1    | R. J. van Rensburg | Dimension D.   | 25h48'29" |
| 2    | Daniel Jaramillo   | UnitedHealthc. | a 11"     |
| 3    | Miguel Ángel López | Astana         | a 12"     |

### 8ª tappa
- 2 marzo: Batu Pahat > Malacca Loop – 119,9 km

Risultati
| Pos. | Corridore       | Squadra      | Tempo    |
| ---- | --------------- | ------------ | -------- |
| 1    | Andrea Guardini | Astana       | 2h42'55" |
| 2    | Jakub Mareczko  | Southeast    | s.t.     |
| 3    | Shiki Kuroeda   | Aisan Racing | s.t.     |

| Pos. | Corridore          | Squadra        | Tempo     |
| ---- | ------------------ | -------------- | --------- |
| 1    | R. J. van Rensburg | Dimension D.   | 28h31'21" |
| 2    | Daniel Jaramillo   | UnitedHealthc. | a 18"     |
| 3    | Miguel Ángel López | Astana         | a 19"     |

## Evoluzione delle classifiche
| Tappa              | Vincitore          | Classifica generale Maglia gialla | Classifica a punti Maglia azzurra | Classifica della montagna Maglia rossa | Classifica a squadre              |
| ------------------ | ------------------ | --------------------------------- | --------------------------------- | -------------------------------------- | --------------------------------- |
| 1ª                 | Andrea Guardini    | Andrea Guardini                   | Andrea Guardini                   | Wang Meiyin                            | Bardiani-CSF                      |
| 2ª                 | Andrea Palini      | Andrea Guardini                   | Wang Meiyin                       | Wang Meiyin                            | ONE Pro Cycling                   |
| 3ª                 | John Murphy        | Andrea Guardini                   | Andrea Guardini                   | Wang Meiyin                            | ONE Pro Cycling                   |
| 4ª                 | Miguel Ángel López | Miguel Ángel López                | Andrea Guardini                   | Wang Meiyin                            | UnitedHealthcare Pro Cycling Team |
| 5ª                 | Andrea Guardini    | Miguel Ángel López                | Andrea Guardini                   | Wang Meiyin                            | UnitedHealthcare Pro Cycling Team |
| 6ª                 | Jakub Mareczko     | Reinardt Janse van Rensburg       | Andrea Guardini                   | Wang Meiyin                            | UnitedHealthcare Pro Cycling Team |
| 7ª                 | Andrea Guardini    | Reinardt Janse van Rensburg       | Andrea Guardini                   | Wang Meiyin                            | UnitedHealthcare Pro Cycling Team |
| 8ª                 | Andrea Guardini    | Reinardt Janse van Rensburg       | Andrea Guardini                   | Wang Meiyin                            | UnitedHealthcare Pro Cycling Team |
| Classifiche finali | Classifiche finali | Reinardt Janse van Rensburg       | Andrea Guardini                   | Wang Meiyin                            | UnitedHealthcare Pro Cycling Team |

## Classifiche finali

### Classifica generale - Maglia gialla
| Pos. | Corridore          | Squadra        | Tempo     |
| ---- | ------------------ | -------------- | --------- |
| 1    | R. Janse van R.    | Dimension D.   | 28h31'21" |
| 2    | Daniel Jaramillo   | UnitedHealthc. | a 18"     |
| 3    | Miguel Ángel López | Astana         | a 19"     |
| 4    | Francisco Mancebo  | Skydive        | a 23"     |
| 5    | Jesper Hansen      | Tinkoff        | s.t.      |
| 6    | George Harper      | UnitedHealthc. | s.t.      |
| 7    | Ivan Santaromita   | Skydive        | a 25"     |
| 8    | Lachlan Norris     | Drapac         | a 29"     |
| 9    | Luca Chirico       | Bardiani-CSF   | s.t.      |
| 10   | Antonio Piedra     | Funivic        | s.t.      |

### Classifica a punti - Maglia azzurra
| Pos. | Corridore          | Squadra        | Punti |
| ---- | ------------------ | -------------- | ----- |
| 1    | Andrea Guardini    | Astana         | 88    |
| 2    | Jakub Mareczko     | Southeast      | 58    |
| 3    | Andrea Palini      | Skydive        | 53    |
| 4    | John Murphy        | UnitedHealthc. | 44    |
| 5    | R. J. van Rensburg | Dimension D.   | 39    |

### Classifica a punti - Maglia rossa
| Pos. | Corridore          | Squadra        | Punti |
| ---- | ------------------ | -------------- | ----- |
| 1    | Wang Meiyin        | Hengxiang      | 49    |
| 2    | Miguel Ángel López | Astana         | 31    |
| 3    | Sea Keong Loh      | Malesia        | 28    |
| 4    | Daniel Jaramillo   | UnitedHealthc. | 21    |
| 5    | R. J. van Rensburg | Dimension D.   | 17    |

### Classifica a squadre
| Pos. | Squadra                      | Tempo     |
| ---- | ---------------------------- | --------- |
| 1    | UnitedHealthcare Pro Cycling | 85h35'15" |
| 2    | Bardiani-CSF                 | a 4"      |
| 3    | ONE Pro Cycling              | a 26"     |
| 4    | Dimension Data               | a 1'03"   |
| 5    | Southeast-Venezuela          | a 1'40"   |